# Farmsen-Berne
Farmsen-Berne (igual en baix alemany) és un barri del bezirk de Wandsbek a la ciutat estat d'Hamburg a Alemanya. És un barri doble, resultat de la unió el 1874 de dues caseries.
A la fi del 2017 tenia 34752 habitants sobre una superfície de 8,4 km². Té tres parades a la línia U1 del metro: Trabrennbahn, Farmsen i Berne. L'obra d'una quarta estació «Oldenfelde» a la frontera amb Rahlstedt va començar el febrer de 2018 i s'hauria d'estrenar el 2019.

## Història
Els primers esments de Farmsen Vermerschen i Baren es troben en un mateix diploma del 1296 del monestir d'Harvestehude. El primer significa «casa de Fridumar» (el nom Fridumar amb el sufix -sen de husen, casa), un nom típic d'assentaments de la colonització fràncica després de les guerres de Carlemany al segle ix. El riu Baren, avui Berner Au, va donar el seu nom al segon poble.
Des del segle xv els ciutadans d'Hamburg van començar a comprar terres a Farmsen fins que el 1589 van aconseguir els drets de tot el poble. El sol ric en fang va ser explotat pels terrissers d'Hamburg. A poc a poc es van crear bòbiles al mateix poble. Hi havia dos molins d'aigua al Berner Au, un courer i un polvorer. Berne era una masia única arrendada des del 1375 pel monestir de Sankt Georg. Per la reforma administrativa del 1830 (una mena de desamortització) va escaure a l'ajuntament d'Hamburg. La masia senyorial que va sofrir una darrera gran reforma en l'estil de l'època el 1880 és conegut com el Berner Schloss (castell de Berne). A l'inici del segle XX Berne tenia només vuitanta habitants i Farmsen uns cinc cents.
Des del 1917 a poc a poc es va urbanitzar. L'obertura del carrilet Walddörferbahn, una connexió directe amb el centre d'Hamburg va ser l'inici de la urbanització i un creixement ràpid de la població. Queda una barri residencial amb poc o gaire indústria.

## Llocs d'interès
- Berner Schloss (castell de Berne)

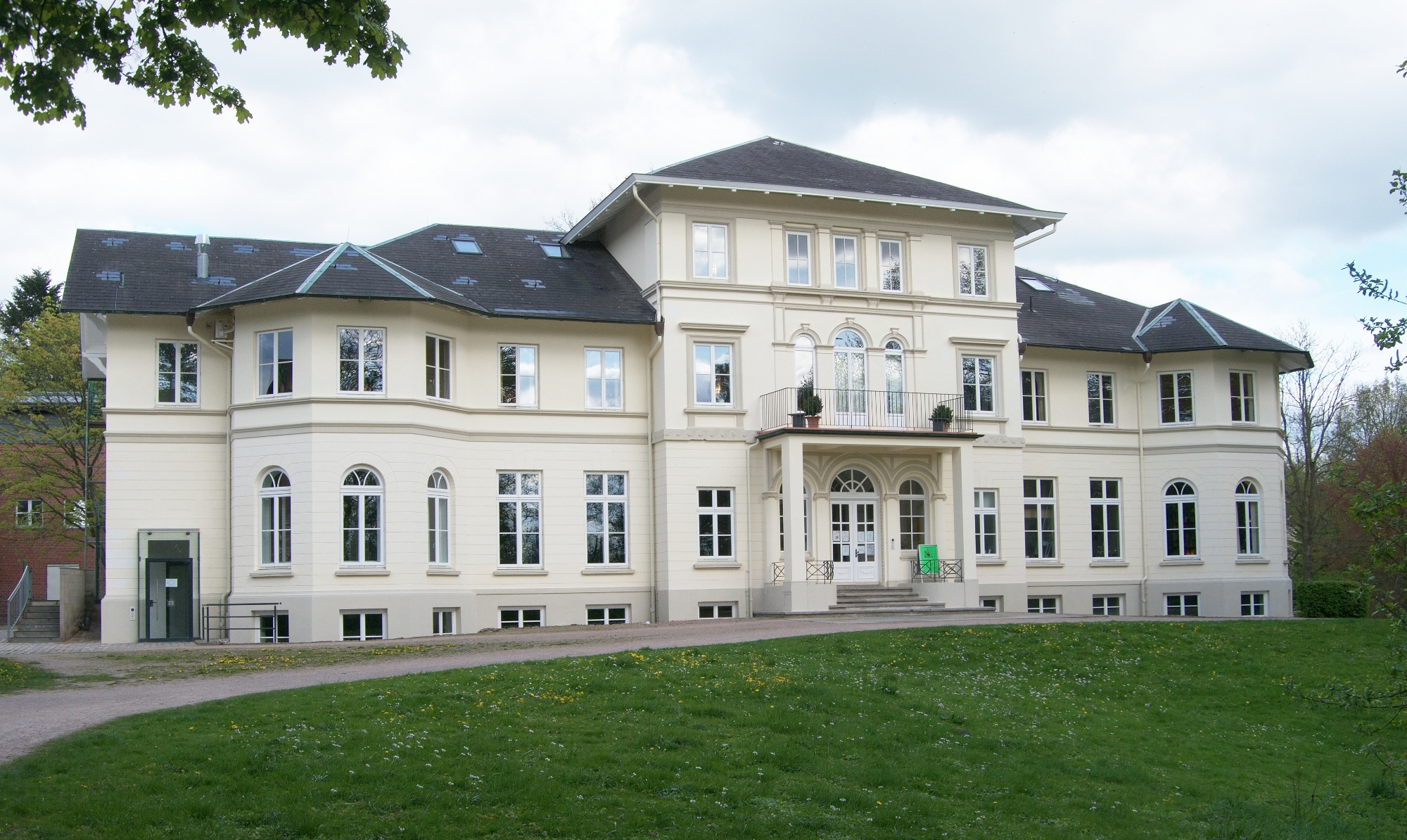
Berner Schloss
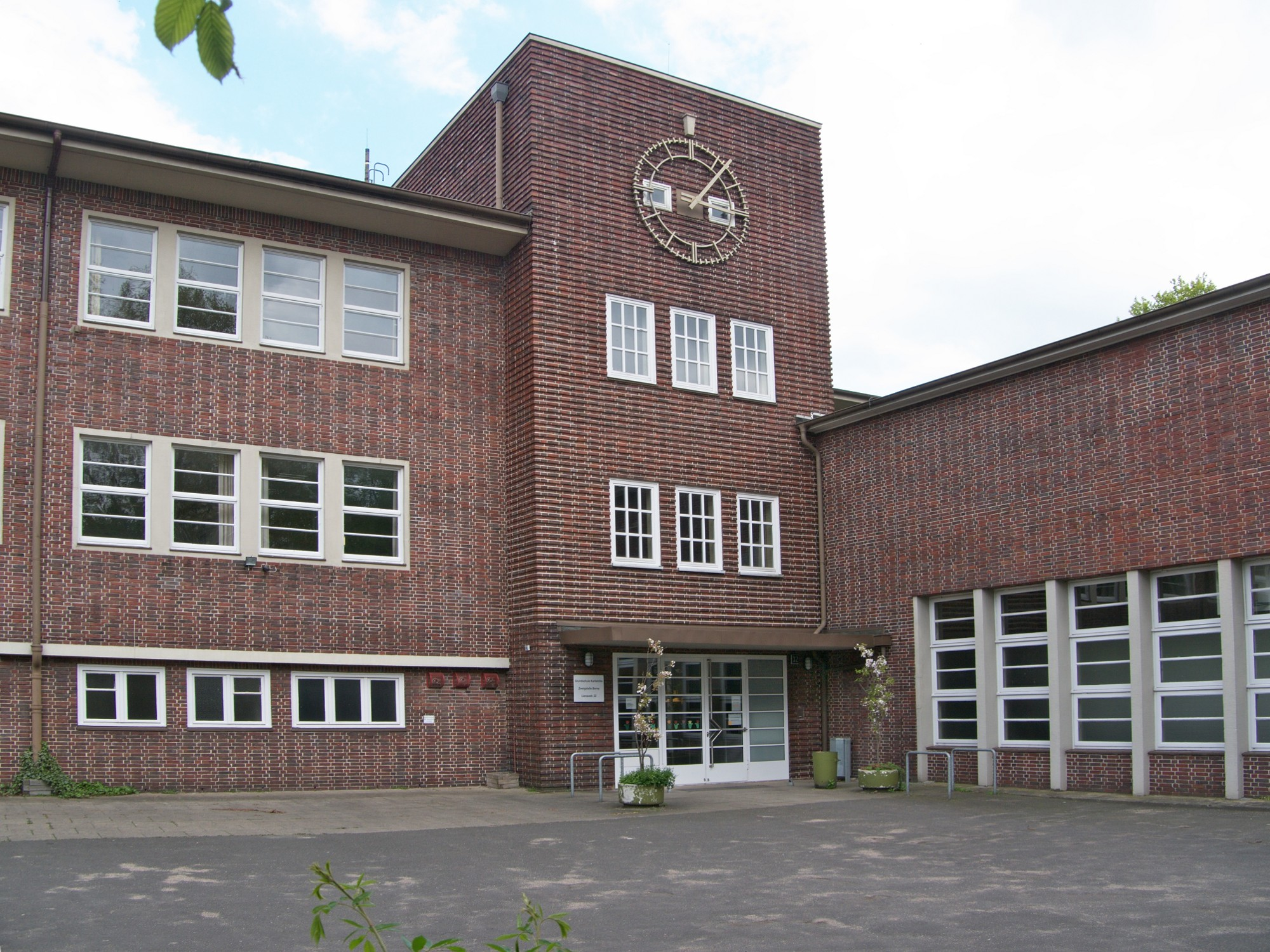
Escola Lienaustrasse Arquitecte Fritz Schumacher
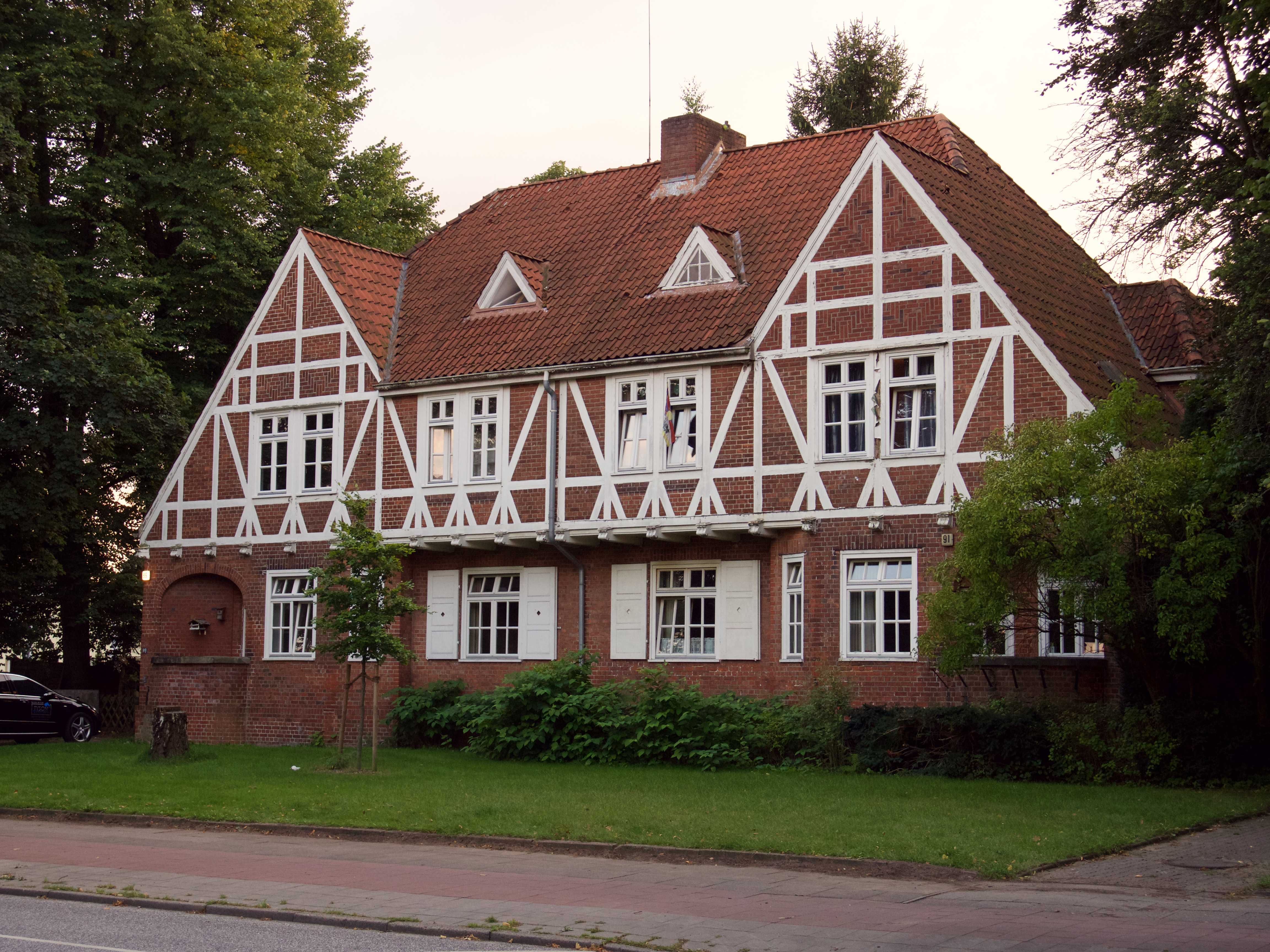
Beamtenhaus (casa de funcionaris)
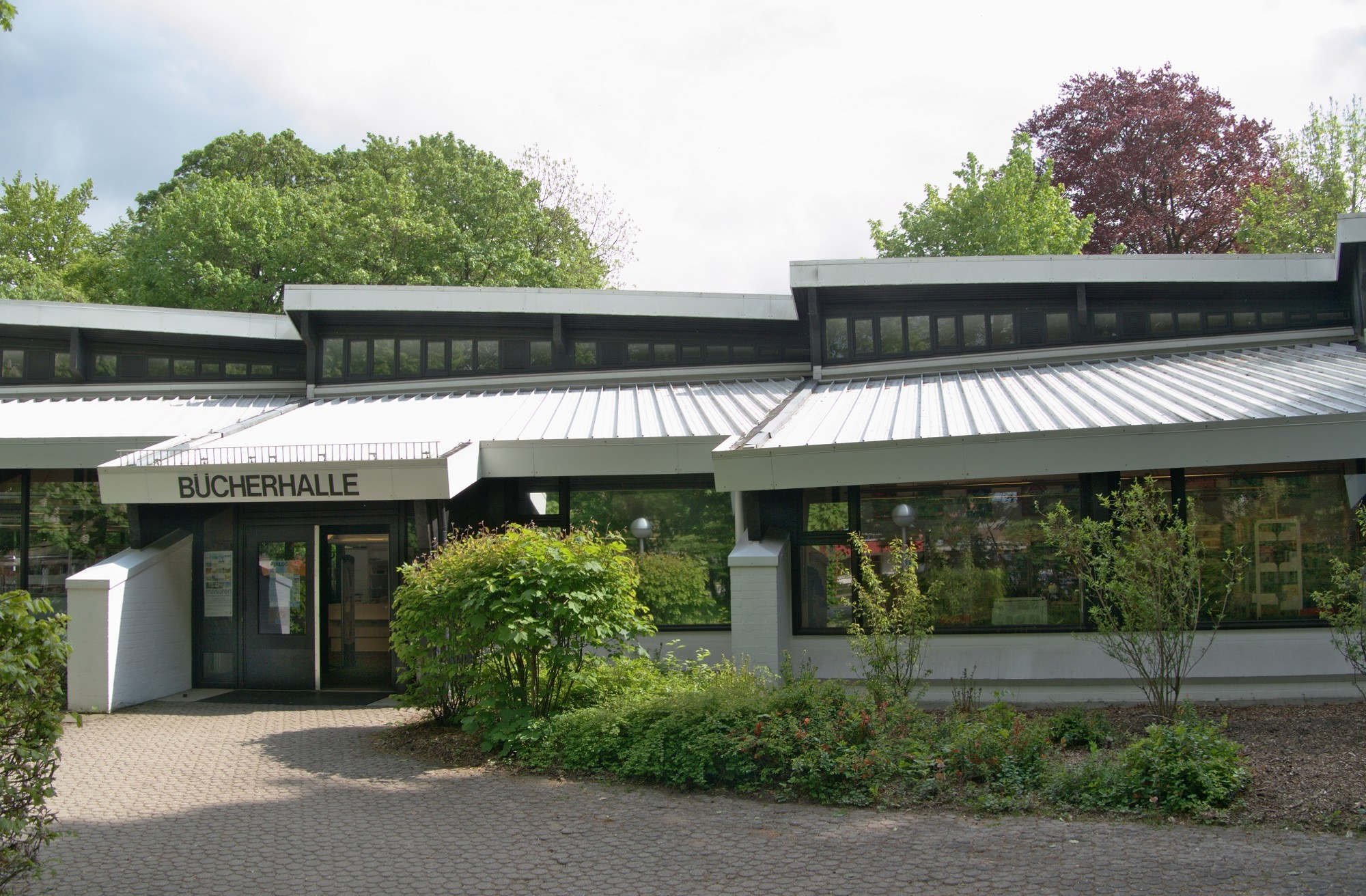
Biblioteca pública de Farmsen